# Marius Hanot
Pour les articles homonymes, voir Hanot.
Marius Hanot, né le 13 février 1888 à Penin (Pas-de-Calais) et mort le 28 juillet 1958 à Paris est un militant révolutionnaire, anarchiste puis communiste français.

## Biographie
Après des tentatives d'activité littéraire, notamment auprès de Blaise Cendrars avec qui il fonde en 1912 la très éphémère revue Les Hommes nouveaux,,, Marius Hanot s'engage dans l'action militante après la Première Guerre mondiale, où il sert comme lieutenant d'artillerie, en devenant le gérant du journal Le Combattant, publication de l'association républicaine des anciens combattants.
Il adhère cette même année Parti communiste. Lors du congrès de décembre 1919, il fait partie de la majorité qui décide la transformation de ce parti en Fédération communiste des soviets, dont il est élu secrétaire général. 
Après un meeting tenu à Troyes en mai, où il appelle à grève générale insurrectionnelle, il est arrêté pour « complot contre la sûreté de l'État ». Il est cependant acquitté en février 1921.
Après cette date, il abandonne toute activité militante et poursuit sa vie comme employé de la compagnie générale des omnibus.